# Леванон, Малин
Малин Леванон (швед. Malin Levanon; род. 12 ноября 1977 года, Гагнеф) — шведская актриса. Наибольшую известность ей принесли роли в фильмах «В твоих венах» (2009) и «Никчёмные люди» (2015).

## Биография
Анна Малин Йоханна Норберг родилась 12 ноября 1977 года в Гагнефе, Швеция.
Дебютировала на телевидении в 2000 году. В 2000—2003 годах снималась под фамилией Норберг, в 2005—2015 годах — Вулкано. Играла в фильмах «В твоих венах», «Встреча выпускников» и других.
В 2015 году сыграла главную роль в фильме «Никчёмные люди», за которую была удостоена премий «Золотой жук» и «Northern Light Talent».

## Избранная фильмография
| Год  |   | Русское название      | Оригинальное название | Роль                |
| ---- | - | --------------------- | --------------------- | ------------------- |
| 2006 | ф | 30 дней до рассвета   | Frostbiten            | украинская вампирша |
| 2009 | ф | В твоих венах         | I skuggan av värmen   | Миа                 |
| 2011 | с | Год 1790-й            | Anno 1790             | Кэтрин Сёллберг     |
| 2011 | с | Мост                  | Bron                  | Филиппа             |
| 2013 | ф | Встреча выпускников   | Återträffen           | Малле               |
| 2015 | ф | Никчёмные люди        | Tjuvheder             | Минна Сундквист     |
| 2016 | с | Чёрные вдовы          | Black Widows          | Оса                 |
| 2018 | ф | Железное небо: Ковчег | Iron Sky: The Ark     | герцогиня София     |

## Награды и номинации
| Год  | Награда               | Категория      | Работа         | Результат |
| ---- | --------------------- | -------------- | -------------- | --------- |
| 2016 | Золотой жук           | Лучшая актриса | Никчёмные люди | Победа    |
| 2016 | Northern Light Talent |                |                | Победа    |